# Tallacano
Tallacano (Tallacà nel dialetto ascolano) è una frazione del comune di Acquasanta Terme in provincia di Ascoli Piceno nella regione Marche.
Il paese è noto soprattutto per l'abbondante raccolta di castagne e marroni e per la notevole presenza di piante che ne producono i frutti e che ricoprono per centinaia di ettari il gruppo montuoso dell'Appennino umbro marchigiano dove sorge il piccolo borgo.

## Geografia fisica

### Territorio
Tallacano, inserito nel comprensorio del Parco Nazionale dei Monti Sibillini, sorge a 660 m. s.l.m. su di un crinale nel cuore degli Appennini. Il suo centro abitato si compone di case costruite in pietra locale (tufo) edificate in epoca rinascimentale, databili intorno al 1500. Le montagne che circondano il borgo sono monte Ceresa (1.494 metri), monte Savucco (1.205 metri), monte Monterone (1.420 metri), monte Scaloni (1.340 metri), colle Cese Novele (1.057 metri), monte Vicito (1.041 metri), monte Pianomonte (1.279 metri). Questi rilievi sono ricoperti da boschi di castagni, querce, abeti, faggi e popolati da molte specie di animali tipiche dell'appennino centrale, quali cinghiali, volpi, tassi, scoiattoli, ghiri, gufi, picchi, falchi pellegrini, civette e più raramente il lupo. Nelle aree boschive vi sono funghi, tartufi neri, asparagi selvatici, ciliegie, fichi, noci, lamponi e more.
Il territorio è caratterizzato dalla presenza di grotte tufacee e pareti montane che si gettano a strapiombo lungo il corso del vicino torrente con altezze che superano spesso i 30 metri. A pochi chilometri dal centro abitato antichi sentieri conducono ai vicini monti della Laga, ai Sibillini e ai paesi di Agore, Poggio, Rocchetta e Peracchia.
La frazione si trova a circa 25 km dal capoluogo di provincia e si raggiunge percorrendo la via Salaria fino alla località di Centrale di Acquasanta Terme; qui un incrocio indica la strada che conduce al paese (che dista circa 9 km) e termina a Tallacano. Con i borghi di Venamartello, Cocoscia, Forcella, Falciano, Colle Falciano, Rocchetta e Agore, fa parte del gruppo di centri abitati che sorgono al di là di una piccola porzione della catena montuosa che corre parallela al fiume Tronto. Più verso nord ci sono Piandelloro, ad ovest Peracchia, Capo di Rigo e altri piccole contrade.

#### Torrente Tallacano
Il torrente, che assume la stessa denominazione del paese, nasce a quota 1.300 metri alimentato da molte sorgenti. Il corso d'acqua corre veloce per quasi tutta la sua lunghezza (15 km) fra profonde gole e alte cascate per poi finire la sua corsa nel lago di Centrale. Nel bacino idrografico del fiume Tronto fa parte degli affluenti di sinistra. È popolato da trote fario e da pochi gamberi.

#### Clima
Il clima è tipico delle zone appenniniche con inverni freddi, non mancano temperature inferiori ai 10º sotto zero, e con forti nevicate; primavere ed autunni piovosi ed estati calde soprattutto nel periodo da luglio fino a metà agosto.

## Storia

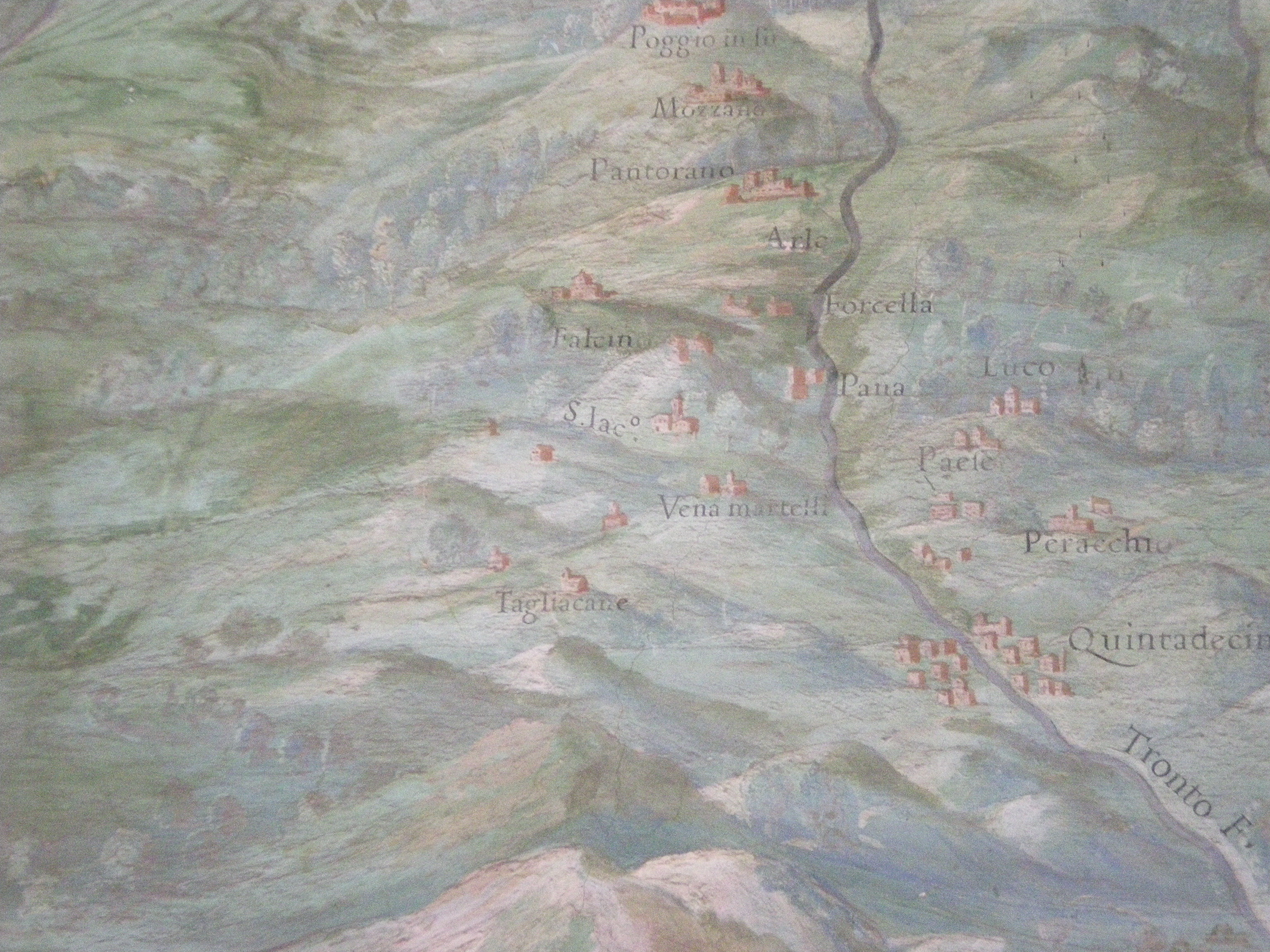
Tallacano, nel 1527, con il nome di Tagliacane, Musei Vaticani

L'origine della fondazione del paese è piuttosto controversa, alcuni storici la attribuiscono ai greci che qui stabilitisi, forse in ritirata o forse fruendo della posizione strategica del luogo durante la guerra contro Roma, dettero vita all'insediamento. (I nomi di molti luoghi delle vicine vallate e delle montagne derivano da parole greche). Altre fonti riferiscono le origini del borgo alla nobile famiglia ascolana dei Tagliacane. In alcune mappe, risalenti al 1527, custodite presso i Musei Vaticani, il nome di Tallacano è riportato come Tagliacane, che, in seguito, è mutato in Tallacano.
Il nome della villa compare sul Bollario Vescovile nell'anno 1331 quando avviene il passaggio della chiesa di San Pietro di Tallacano dall'amministrazione di Donno Filippo, priore della chiesa di San Tommaso Apostolo di Ascoli, ai chierici locali e a Gentiluccio di Antonio da Quintodecimo.
La buona organizzazione di Tallacano è evidente nel 1356 quando gli uomini della villa, uniti con gli uomini di Rocchetta, nominarono come loro procuratore in Perugia Nicola Tiberucci nella causa contro fra Marino dell'Ordine agostiniano, per atti concernenti l'hospitate di San Giorgio di Salmacina.
Nonostante il Catasto ascolano nel 1381 riporti la dicitura in territorio Tallacani, e nonostante la forma sia la più attestata nel corso dei secoli, viene il dubbio che il nome della villa sia legato, a partire dal 1200-1300, a qualche membro della famiglia ascolana dei Tagliacane, famiglia da cui proviene Gentile Angelutij Tagliacane de Esculo fondatore, nel 1407, della chiesa di Villa Guasto, nel territorio di Accumoli.
Nel 1440, firmano lo statuto notarile ascolano tre notai di Tallacano i cui protocolli sono andati persi. Uno dei tre è Johannes Marini Cicchi (1478) che dice di essere di Tagliacano. Questa grafia desta interesse perché compare anche su inventari lateranensi (Ecclesia S. Marie Annunciate de villa Talianchani), sul documento olivetano (chiesa di San Pietro di Tagliacano) e sugli atti notarili di Domenico Castelli (ecclesia SS.me Annuntiatae villa Tagliacani, firma del notaio Johannes Mascij del 1482).
Con Venamartello, nel 1550, la villa di Tallacano ha due vertenze di rilievo, la prima riguarda la lunghissima lite per il possesso di monte Savucco e l'altra vede l'intera universitas di Tallacano agire civiliter et criminaliter contro Donno Perdominico Joannis alias Musiolo perché retribuisca alla Comunità il privilegio della chiesa di San Pietro.
Nel 1500 Tallacano è coinvolto nella vicenda Ardighelli al ponte Santa Croce; da Tallcano in seguito proverranno molti Tramazzini che tanta parte avranno nella storia del periodo napoleonico ed unitario.
Per i rapporti con Ascoli, rimane ai documenti una nota dei Massari di Talacano, del 1513, che con occhi lacremoni recorrono perché vengano ridotti a 46 i molti fiorini di debito contratti a causa dei turbamenti in questa Magnifica Ciptà et contado.
Agli albori del XX secolo il piccolo centro torna a far parlare di sé per la presenza sul suo territorio di lupi che fanno strage di pecore. Gli abitanti ottengono dal Prefetto il consenso a spargere in giro carne avvelenata, con obbligo però di ritirarla ogni mattina all'alba (Regolamento anno 1903)
Il 1900 è segnato dalle due guerre mondiali e non manca la chiamata alle armi per molti tallacanesi che svolsero a pieno il loro compito. Durante il massacro della guerra di Russia, avvenuto nel corso della seconda guerra mondiale, partirono 229 000 soldati, molti dei quali alpini, ma solo 110 000 di loro tornò a casa, tra cui un tallacanese che alla sua morte, avvenuta poco dopo l'anno 2000, aveva sulla bara l'antica bandiera usata in guerra dall'Italia come chiaro riferimento all'amore per la patria.
Con l'arrivo del benessere, nell'Italia del dopoguerra, anche Tallacano visse sull'onda del rinnovo. Il paese fu raggiunto dalla strada, laddove in precedenza si accedeva al borgo percorrendo un sentiero (detto strada Romana) vecchio di mille anni e più che si diramava dalla Salaria.

### La palizzata difensiva medioevale

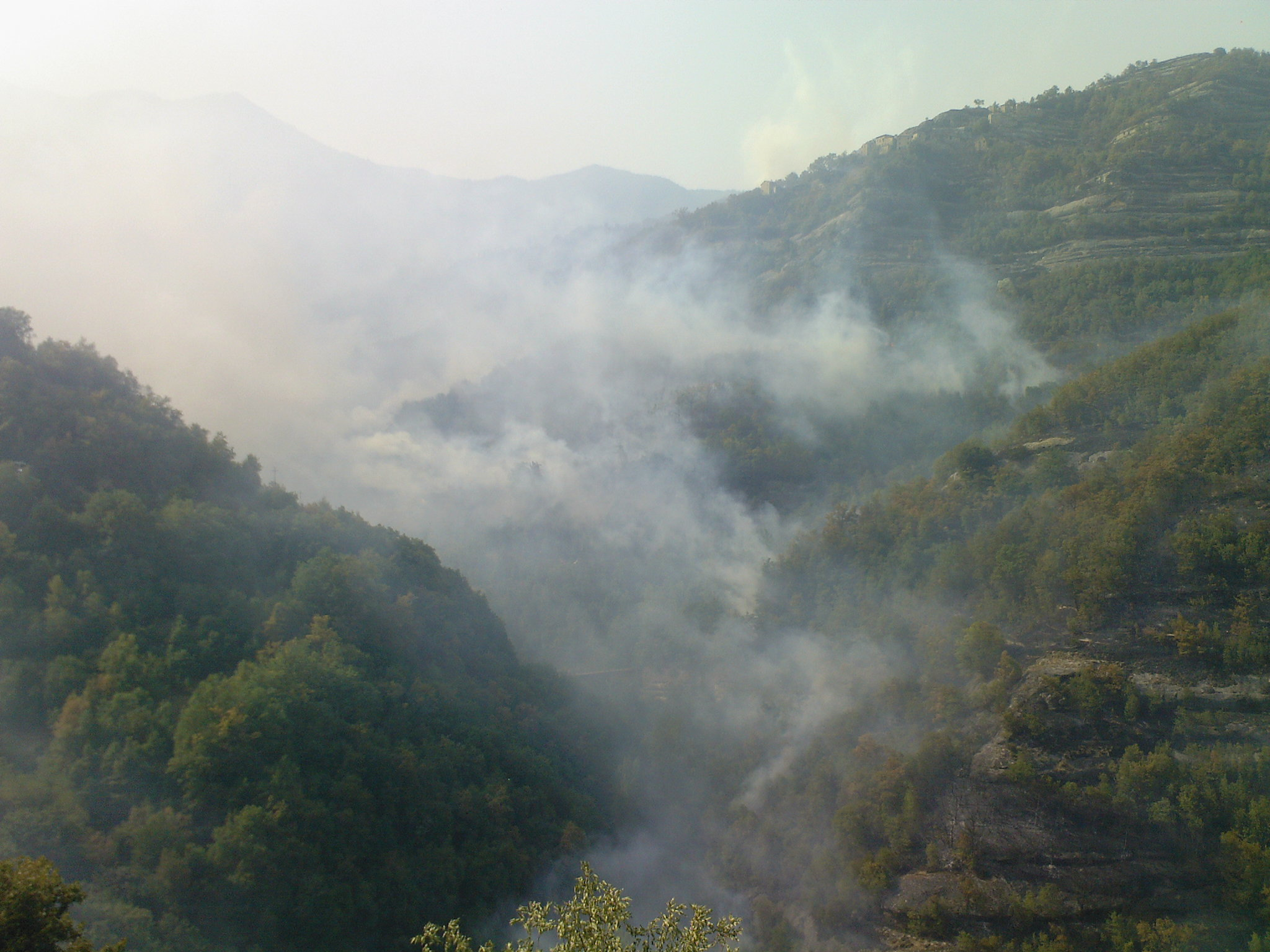
Tallacano, incendio 2007

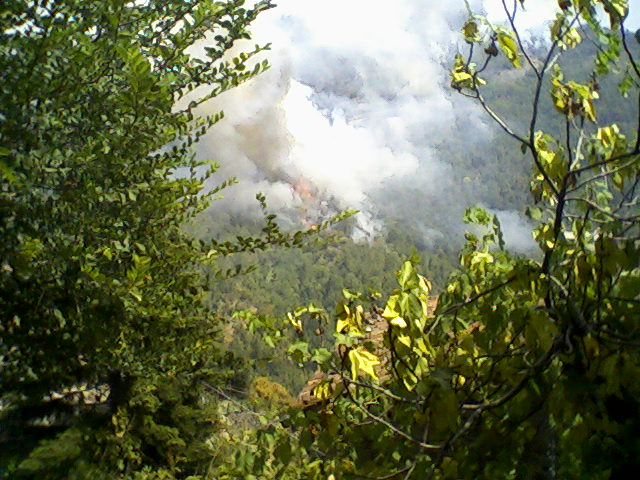
Tallacano, incendio 2007

Sul banco di roccia tufacea che sovrasta il centro abitato di Tallacano, come ricorda Luigi Girolami, durante il periodo medioevale, si ergeva una roccaforte, costruita in materiale ligneo, composta da tavole, pali e coppi, priva di fondazioni in muratura. A testimoniare l'esistenza della palizzata - fortificazione vi sono ancora oggi le buche, scavate nel tufo, utilizzate per conficcare l'innesto dei sostegni. Il complesso palificato, molto probabilmente, assolveva a funzioni militari di avvistamento e difesa.

### Cronologia storica essenziale degli anni dal 1956 al 2007
- 1956 - La strada, un tempo sentiero di montagna, realizzata con il sostegno della Cassa del Mezzogiorno e del Consorzio Bonifica del Tronto, ha collegato il paese alla Salaria all'altezza di Corneto-Centrale di Acquasanta (8 km di lunghezza). Dapprima fu solo brecciata e anni dopo asfaltata. Il primo ad arrivare a Tallacano con la strada brecciata fu il postino con la Moto Guzzi.
- 1958 - Arrivo dell'energia elettrica.
- 1956-1958 - Vengono eseguite le opere dell'acquedotto di Pescara di Arquata[5] che rifornirà Ascoli Piceno tagliando le montagne di Tallacano e saltando di vallata in vallata. L'acquedotto, ancora oggi in funzione, rifornisce tutta la vallata del fiume Tronto comprese le città di Ascoli Piceno e San Benedetto del Tronto. Il ponte-acquedotto nei pressi di Tallacano venne costruito dall'impresa Ferrobeton del marchese Carlo Feltrinelli di Roma. Per trasportare il materiale venne approntata una piccola ferrovia fin sotto al ponte, una strada ferrata lunga diversi chilometri all'interno di zone impervie e inaccessibili, una vera e propria opera d'ingegneria, con gallerie nella montagna scavate con dinamite, pala e piccone.
- 1960 (data simbolica) - Inizio della forte emigrazione degli abitanti di Tallacano verso le città più grandi e i Paesi esteri, già iniziata agli inizi del 1900.
- 1962 - Arrivo della linea telefonica pubblica quando vi era un solo telefono pubblico per tutto il paese.
- 1968 (data incerta) - L'acqua corrente entra nelle case di Tallacano.
- 2007 - Dal 21 al 28 luglio un violento incendio ha distrutto gran parte dei boschi per circa 800 ettari. Il fuoco è stato spento dopo una settimana grazie all'intervento di tre Canadair, due elicotteri militari, della Protezione Civile, della Guardia forestale, dei vigili del fuoco e dall'aiuto degli abitanti locali e dei paesi limitrofi.
- 2007 - Il 28 dicembre avviene la rottura del ponte-acquedotto, costruito nel 1956, situato nella valle del torrente Tallacano tra i paesi di Tallacano e Rocchetta. L'inconveniente ha causato la totale assenza di acqua per tutta la vallata del Tronto comprese parti dei centri di San Benedetto del Tronto e Grottammare per una decina di giorni. Il tubo superiore ai 60 centimetri, protetto all'interno del ponte scatolato in cemento, trasportava circa 650 litri di acqua al secondo.
- 2016 - 26 agosto e 30 ottobre un violento terremoto rovina gravemente le antiche case del paese, alcuni crolli sono significativi e irreparabili.

Il tetto della chiesa in paese è semi crollato rovinando le opere sacre, l'altare e il tabernacolo ligneo sono distrutti. La piccola chiesa del cimitero è crollata insieme alle mura. 
Il paese è ancora in attesa di una messa in sicurezza e rivalutazione.

## Monumenti e luoghi d'interesse

### Architetture religiose

#### Chiesa di San Pietro Apostolo
La chiesa di San Pietro Apostolo è sede della parrocchia del paese, si eleva al di fuori dal centro abitato sul monte a nord-ovest, in mezzo alla piccola zona pianeggiante interna al bosco. Si raggiunge attraverso un sentiero scavato nel tufo. L'assetto architettonico dell'edificio, a pianta rettangolare, si articola in un'unica navata, lunga e stretta. Sul portale d'ingresso si legge la data del 1569. Sulle pareti interne dell'aula sacra sono ancora presenti tracce di due affreschi attribuiti alla scuola di Cola dell'Amatrice; di questi, uno raffigura san Pietro, con in mano il Vangelo, circondato da Angeli; l'altro, posto alle spalle dell'altare, Gesù crocifisso con la Madonna e le Pie donne. Nell'anno 1621 è stata la prima chiesa del comprensorio acquasantano a tornare sotto le dipendenze dell'Abbazia di Farfa (forse già precedentemente appartenuta all'abbazia reatina). L'Andreantonelli ne ricorda l'appartenenza alla Chiesa Ascolana e l'assegnazione al convento di Sant'Agostino nei periodi di papato di Innocenzo IV e Urbano IV. In questo arco di tempo fiorì la Confraternita del Santissimo Crocifisso che vi istituì un suo patronato.

#### Chiesa di Sant'Antonio
La chiesa di Sant'Antonio è individuata anche con la denominazione di Santa Maria Annunziata. L'edificio religioso, risalente al XVI secolo, è stato costruito su di un masso, esposto verso sud-est, che sovrasta alcune abitazioni del paese. Fu fondata dai Canonici Lateranensi, con l'obbligo per i fedeli di consegnare mezza libbra di cera, ogni anno, nel giorno di Pasqua. Nel 1621 anche questa seconda chiesa passerà sotto Farfa ed avrà, insieme con l'altra, un unico rettore.

### Architetture civili

#### Mulini ad acqua
Lungo il torrente Tallacano si trovano due antichi mulini ad acqua.
- Mulino Cappelli Cipriani - Costruito in pietra e travi in legno è ubicato tra Tallacano ed il paese di Poggio, a circa 9 km dal centro di Acquasanta Terme. L'edificio, risalente al 1650, si sviluppa in diversi ambienti, tra i quali anche il deposito ed il forno.

- Mulino Pompili - Si trova lungo la strada che sale verso Tallacano, a circa 1 km dall'incrocio con la statale Salaria inferiore, ai piedi della collina di Forcella nei pressi di una delle cascate del torrente Tallacano. La fabbrica del mulino attualmente ospita una casa-museo privata. L'edificio si compone di due piani e sull'architrave dell'ingresso si legge incisa la data 1128.[8]

### Aree naturali

#### Sasso Spaccato
Sasso spaccato, chiamato dagli abitanti del luogo anche "Tassinara", si trova nei pressi della chiesa di San Pietro. Si tratta di una larga e profonda fenditura della montagna che appare come un netto e preciso taglio della roccia. All'interno delle pareti della spaccatura si trovano delle incisioni di nomi e piccole croci a testimonianza della presenza un antico cimitero. Gli abitanti riferiscono che l'ultimo ad esserci stato seppellito fu un prete.
In seguito, con la costruzione della chiesa di San Pietro, si è iniziato ad usare l'ossario, ovvero una botola che si apre sul pavimento della chiesa, in cui venivano deposti i defunti del paese e rimasta in uso fino al 1926 circa.

### Eventi
Nel giugno del 2011 la frazione di Tallacano è stata tappa del Festival dell'Appennino. Da qui i partecipanti partirono alla volta della grotta del Petrienno, nei pressi dell'omonimo fosso, dove è stata rappresentata, in notturna, una piece teatrale.
Ogni anno nel mese di marzo/aprile si svolge la corsa campestre "Tallacano Trail" e si suddivide in:
-  CORSA COMPETITIVA per possessori di CERTIFICATO MEDICO AGONISTICO per ATLETICA LEGGERA, su percorso lungo di circa 28 km e percorso più breve di circa 17 km;
- NON COMPETITIVA A PASSO LIBERO sul percorso di 17 km;
- ECOPASSEGGIATA su percorso-benessere di 4 km circa (andata e ritorno), lungo il sentiero LU VURGHE sino alle sorgenti sulfuree, dopo la partenza della corsa. Sarà in ogni caso possibile, in relazione alle possibilità di ciascuno, abbreviare il percorso tornando prima indietro al punto di partenza
L'evento costituisce prima tappa del CIRCUITO 2025 delle Corse e Camminate del Festival dei due Parchi

## Geografia antropica

### Altre località del territorio
Tra le località che sorgono intorno alla villa di Tallacano, alcune hanno antiche denominazioni, quali fosso Tatiù; lu Monte Cespite et lu Plano dela Macchia, ai confini del suo territorio, verso Montegallo; nei pressi della villa figurano la Valle dei Castaneti, Sollepite, Sellare, Capo la Sede, Creta; nella contrada lu Sasso Trescatora vi è unum sassum grannum actum ad reponendum phemum; si incontrano poi la Candavina de li Tassiuni, Jò la Rocha, le Piagie, li Sassi alli Fici.

## Sport
- Trekking - Attività molto praticata grazie alla presenza di tanti percorsi segnati. Il tutto è gestito dal CAI di Ascoli e da molti appassionati.
- Pesca sportiva - Attività praticata da appassionati lungo il corso del torrente Tallacano.

## Galleria d'immagini

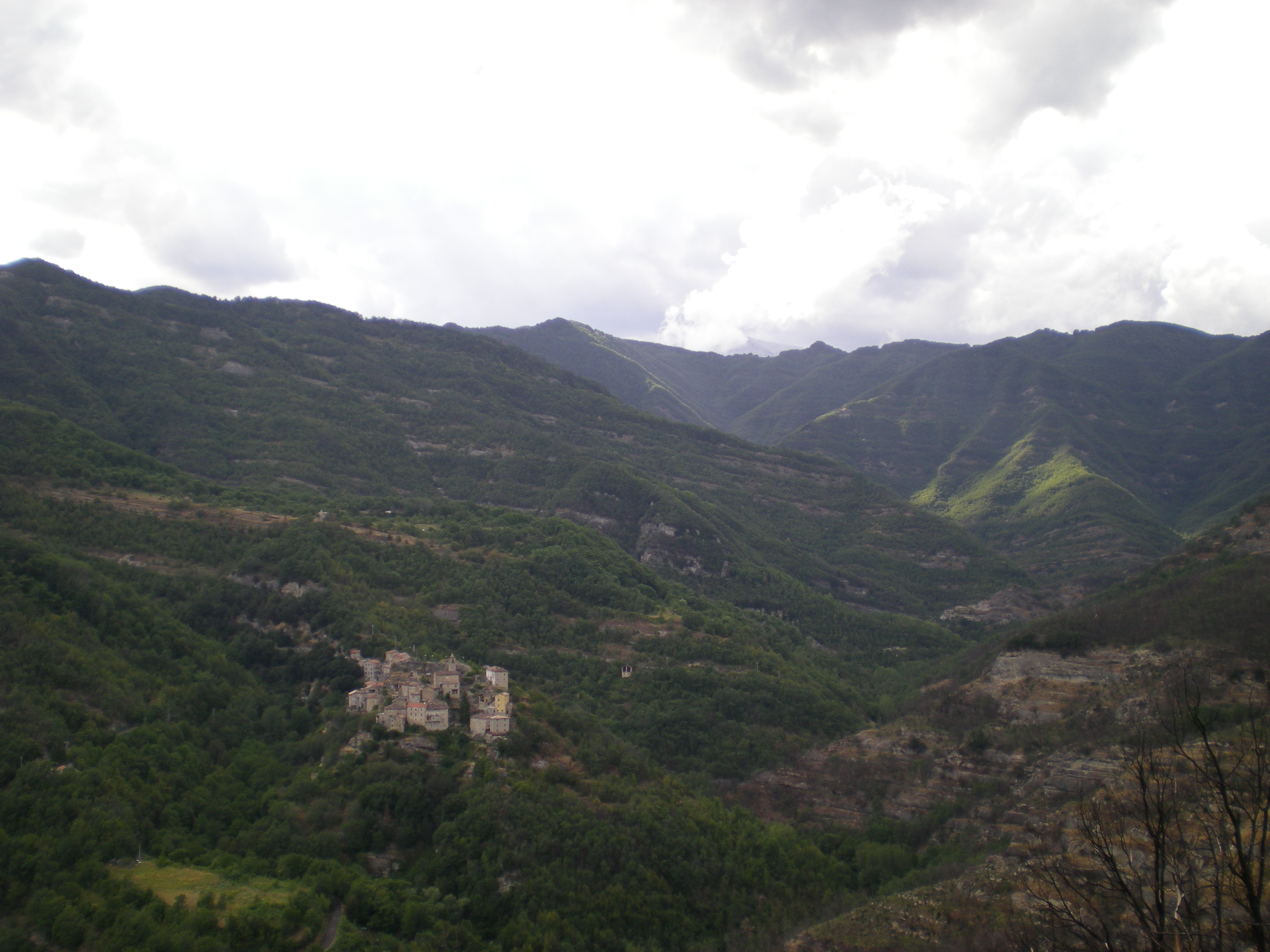
Panorama di Tallacano da "Lu Piz": una lingua di roccia a forma di trampolino nel vuoto da qui il nome di Pizzo
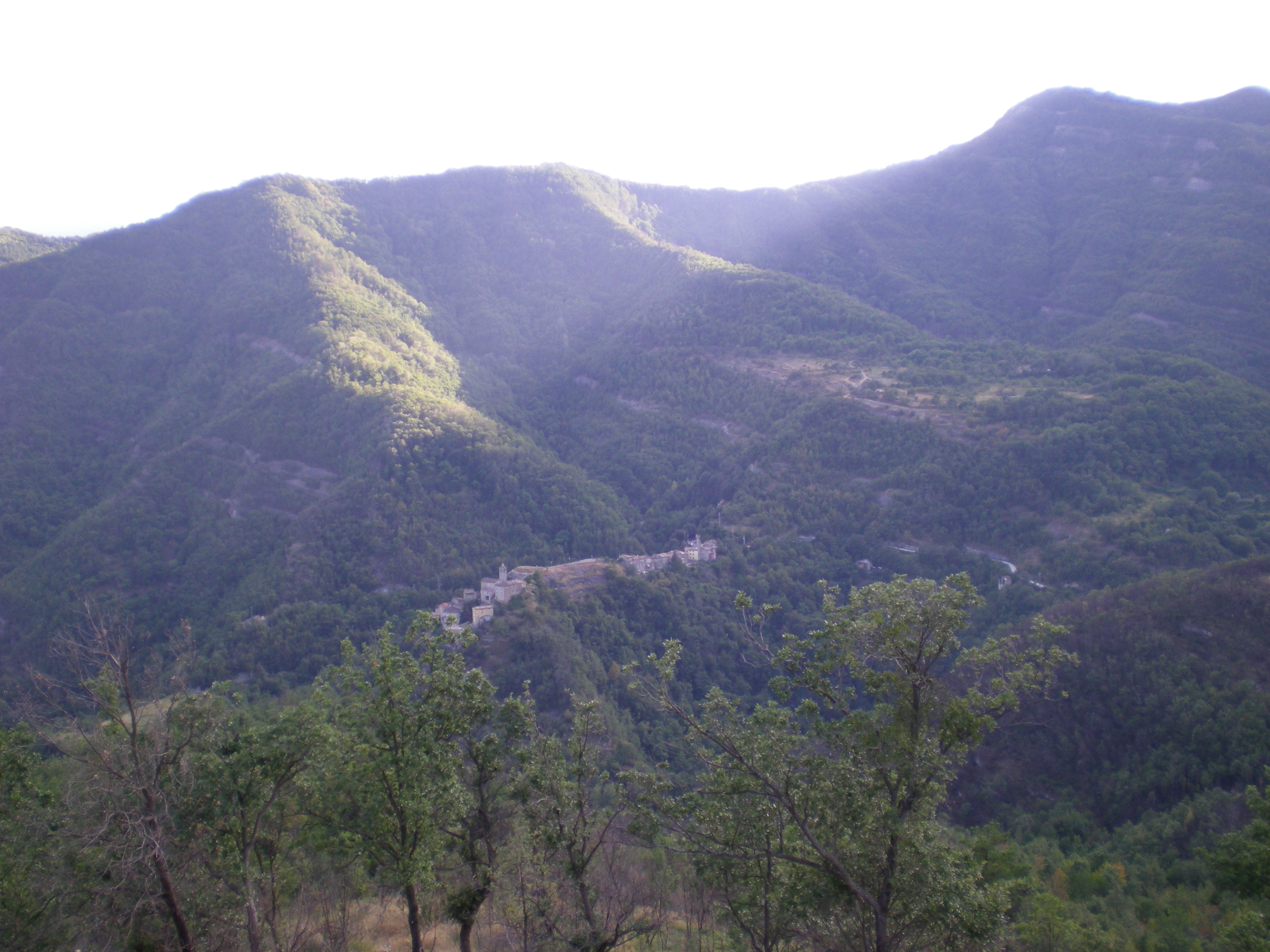
Panorama di Tallacano dal paese di Rocchetta (811 metri s.l.m.)
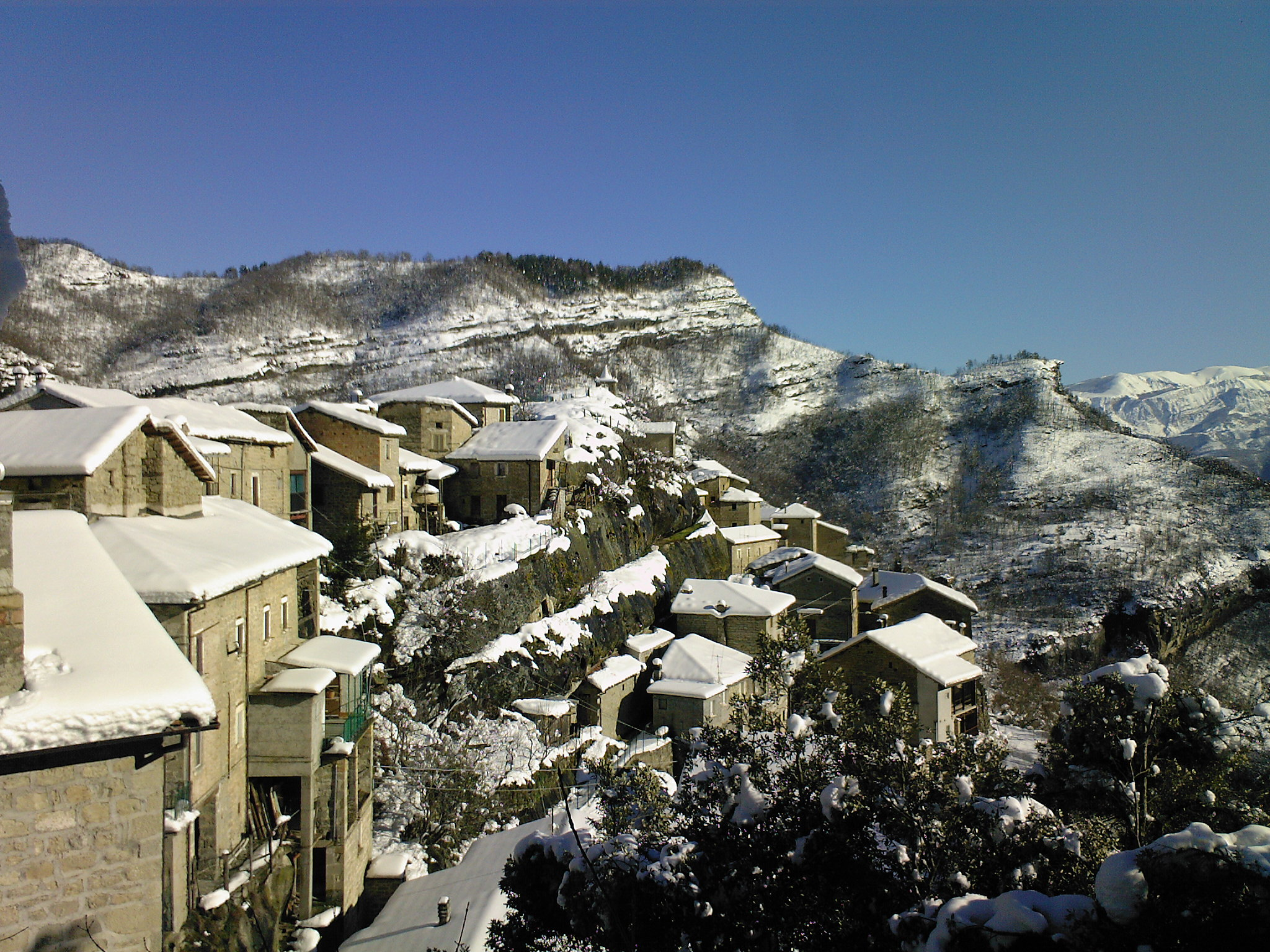
Tallacano